# Pseudophryne douglasi
A Pseudophryne douglasi a kétéltűek (Amphibia) osztályának békák (Anura) rendjébe, a Myobatrachidae családba, azon belül a Pseudophryne nembe tartozó faj.

## Előfordulása
Ausztrália endemikus faja. Nyugat-Ausztrália állam száraz övezetében honos. Elterjedési területének mérete nagyjából 77 000 km².

## Nevének eredete
A faj nevét a Nyugat-Ausztráliai Múzeum kutatójának, Athol M. Douglasnak a tiszteletére kapta.

## Megjelenése
Kis termetű békafaj, hossza elérheti a 3 cm-es testhosszúságot. Háta barnásszürke vagy barna, sötétebb barna foltokkal, a fejen és a hát alsó részén narancssárga foltokkal. Hasa halványbarna, fehér vagy halványkék foltokkal. Pupillája vízszintes elhelyezkedésű, az írisz arany- vagy rézszínű. A karok felső részén a vállnál és a lábak hátsó részén néha narancssárga foltok láthatók. Ujjai között nincs úszóhártya, ujjai végén nincsenek korongok.

## Életmódja
Késő ősztől télig szaporodik. A petéket kis csomóban rakja le védett, nedves sziklafelületekre vagy sekély vízbe, sziklák alá. Akárcsak a többi Pseudophryne faj esetében, a fészket a hím őrzi. Az ebihalak hossza elérheti a 3 cm-t, színük sötét barna. Gyakran a víztestek alján maradnak, és négy-öt hónapig tart, amíg békává fejlődnek.

## Természetvédelmi helyzete
A vörös lista a nem fenyegetett fajok között tartja nyilván. Populációja stabil, több természetvédelmi területen is megtalálható.